# La Vie en rose (Bobby Solo)
La Vie en rose è il terzo album discografico di Bobby Solo, pubblicato in Italia nel 1966.

## Descrizione
Quest'album si discosta dai precedenti per il repertorio che viene scelto: il cantante infatti propone alcuni evergreen della musica leggera internazionale, come La Vie en rose, celebre brano musicato da Louis Guglielmi (che usò lo pseudonimo Louiguy), portato al successo da Édith Piaf (autrice anche del testo originale), o Stanotte (versione italiana di Tonight, dal celebre musical West Side Story), o ancora Crying in the Chapel, incisa anche da Elvis Presley; proprio questa è l'unica canzone pubblicata pochi mesi prima su 45 giri, a dicembre del 1965 (mentre il lato B, Ringo dove vai?, verrà incluso nell'album successivo, Le canzoni del West).
Gli arrangiamenti delle canzoni sono curati da Gianni Marchetti, tranne La casa del Signore, registrata in precedenza ed arrangiata dal maestro Raf Ferraro.
La copertina raffigura una foto del cantante in cappotto, è apribile ed all'interno vi è una presentazione del disco ed altre foto; la grafica non è firmata.
L'album è stato ristampato in CD dalla BMG nel 1999 (numero di catalogo: 74321651802)

## Tracce
Lato A
1. La vita è rosa (La Vie en rose) - (testo italiano di C. Deani; testo originale di Édith Piaf; musica di Louiguy) - 3:01
2. Moulin rouge - (testo italiano di Alberto Cavaliere; musica di Georges Auric) - 2:41
3. T'ho voluto bene - (testo di Michele Galdieri; musica di Gino Redi) - 2:36
4. Ti guarderò nel cuore (More) - (testo di Marcello Ciorciolini; musica di Riz Ortolani e Nino Oliviero) - 2:02
5. Ricordati ragazzo (Nature boy) - (testo italiano di Devilli; musica di Eden Ahbez) - 2:21
6. Siboney - (testo italiano di Gagis; testo originale di Dolly Morse; musica di Ernesto Lecuona) - 2:34

Lato B
1. La casa del Signore (Crying in the chapel) - (testo italiano di Franco Migliacci; musica di Glenn Artie) - 2:39
2. Le foglie morte (Les feuilles mortes) - (testo italiano di Alberto Cavaliere; testo originale di Jacques Prévert; musica di Joseph Kosma) - 2:36
3. Fascination - (testo italiano di Larici; testo originale di Maurice De Feraudy; musica di Dante "Fermo" Marchetti) - 2:31
4. Stanotte sì (Tonight) - (testo italiano di Devilli; testo originale di Stephen Sondheim; musica di Leonard Bernstein) - 2:56
5. Polvere di stelle (Stardust) - -(testo italiano di Devilli; testo originale di Mitchell Parish; musica di Hoagy Carmichael) - 3:01
6. Moon River (testo italiano di Mogol e Nico Fidenco; testo originale di Johnny Mercer; musica di Henry Mancini) - 2:31